# Saison 1 d'Arabesque
Chronologie
Saison 2
Cet article présente le guide des épisodes de la première saison de la série télévisée américaine Arabesque.

## Saison 1 (1984-1985)
Haut de page